# Seesen
Seesen (pronunciación en alemán: /ˈzeːzn̩/ⓘ) es un municipio situado en el distrito de Goslar, en el estado federado de Baja Sajonia (Alemania), a una altitud de 200 metros. Su población a finales de 2016 era de unos 19 300 habitantes y su densidad poblacional, 200 hab/km².
Se encuentra ubicado a poca distancia al oeste de la frontera con el estado de Sajonia-Anhalt, y al sur de la ciudad de Salzgitter.
Seesen con numerosos lugares de interés, como la Iglesia de San Andrés y el Museo Municipal. El cementerio judío también es conocido más allá de la región.  Numerosas personalidades de la historia alemana nacieron en Seesen. Destacan especialmente el constructor de instrumentos Theodor Steinweg (1825-1889) y el fotógrafo Manfred-Michael Sackmann (1952-2024).